# Hörnli (Berg)
Das Hörnli (1133 m ü. M.) ist ein Berg in der Gemeinde Fischenthal im Osten des Kantons Zürich in der Schweiz. Der vielbesuchte, aussichtsreiche Gipfel «Hörnli-Kulm» im Zürcher Oberland liegt vollständig auf Zürcher Kantonsgebiet.

## Nachbarberge
Unmittelbar nördlich des Hörnli (415 m Luftlinie) liegt das Chlihörnli (1073 m ü. M.), auf dessen Gipfel die Zürcher Gemeinden Fischenthal und Bauma zusammentreffen. Ebenfalls nördlich des Hörnli (570 m Luftlinie), respektive nordöstlich des Chlihörnli (260 m Luftlinie), liegt auf 992 m ü. M. der Dreiländerstein (Lage), Grenzpunkt der Kantone Zürich, St. Gallen und Thurgau. Er kann als höchster Punkt des Kantons Thurgau bezeichnet werden. In seiner Formung mit Nagelfluhgubeln («Rotengübel») dem Hörnli sehr ähnlich, aber mit ganz bewaldeter Kuppe, ist der Nachbarberg im Südosten, ennet der Hulftegg: der Roten (1148 m). Als eher unscheinbarer, bewaldeter Rücken im Westen liegt in geringer Entfernung der Hügel, der für die einstige Gemeinde Sternenberg (seit 2015 vereint mit Bauma) namensgebend war: der Sternsberg (962 m).

## Gliederung, Topographie und Gewässer
Mit seinem Namen bezeichnet das Hörnli die ganze rechtsseitige Bergkette der Töss, von den höchsten Höhen des Tweralpspitzes (1332 m) über das Schnebelhorn (1291 m) und den Schauenberg (890 m) bis zum Eschenberg (591 m) südlich von Winterthur.
In Richtung dieser Kette fliesst vom Chlihörnli auf der Nordseite das grösste Gewässer vom Hörnli weg: der Steinenbach. Er fliesst gegen Westen und mündet bei Tablat (Wila) in die Töss. Auf dieser Strecke teilt das Steinenbachtal die Hörnlikette in einen vorderen, zürcherischen und einen hinteren, thurgauischen Strang mit den Weilern Allenwinden, Dingetswil und Schurten auf der rechten und mit Gfell, Sternenberg, Matt und Manzenhueb auf dem Rücken der linken Talseite.
Auf der gesamten Länge zeigt die Hörnlikette das für das ganze Tössbergland typische Landschaftsmuster im Wechsel von dicht bewaldeten Steilhängen und Tobeln, mit gerodeten Flächen über günstig gelegene Lehnen, auf Rücken, Eggen und Talböden, mit Weilern und  verstreuten Einzelhöfen. Grössere Siedlungen finden sich einzig im Haupttal der Töss: Steg, Wellenau, Bauma, Juckern, Saland, Au, Wila.
Auch der Storcheneggbach teilt die Hörnlikette (Imposanter Storchenegg-Gubel mit 15-Meter-Giessen.) Das Storcheneggtal durchtrennt die Kette gegen Osten zur Hulftegg hin, nimmt von Westen bei der Vorderstorchenegg noch das Leiachertobel auf, bevor es sein Wasser an der Hulfteggstrasse dem Fuchslochbach übergibt. Auf dieser Strecke bildet der Storcheneggbach die Kantonsgrenze zu St. Gallen. Der Fuchslochbach (mehrstufiger 5-m-Giessen bei der historischen Drechslerei) schafft die Verbindung nach Steg im Westen, zur Töss, und diese fliesst hier Richtung Nordwesten gegen Bauma. Vom Hörnli her (mit ansehnlichen, zum Teil schwer zugänglichen Gubeln und Giessen der Hörnligubel-, Bärtobel-, Nideltobel-Arena) fliessen ihr kleinere Bäche zu und aus dem Nidel- und Bärtobel schliesslich der Nideltobelbach. Er entwässert die Westseite des Hörnli gegen Süden der Töss zu. Seine Anfänge nimmt er in der Felsarena der Hörnli-Westwand unter Hörnli-Kulm. Es ist die Gubel-Formation in den Nagelfluhbändern des Gipfelhutes. Ein Bergpfad führt, mehr oder minder den Höhenkurven folgend, durch diesen urtümlichen Erosionskessel und verbindet den Gratweg von Heiletsegg oder von Sternenberg-Gfell mit der Hörnlistrasse nach Steg.

## Besiedlung
Das Hörnli ist rundum mit Einzelhöfen besiedelt, mit seinem Berggasthaus bis auf den Kulm. Die ganzjährig betriebene Bergwirtschaft ist Eigentum des Kantons Zürich, wie der Landwirtschaftsbetrieb Tanzplatz und die Liegenschaften Breitenweg und Charershörnli, je auf Bergspornen oder «Eggen» des Hörnli gelegen. So auch der Hof Althörnli und zur Zeit der Heimindustrie die mittlerweile eingegangenen Betriebe Oberhörnli und Hörnliegg ober- und unterhalb des Hofes und ehemaligen Schulhauses Hinterhörnli, sowie der Hof Töbeli beim Breitenweg, nach der Abzweigung der Hinterhörnlistrasse. Weitere, über 800 Meter gelegene Hörnli-Liegenschaften: Strahleggers, Goggelswald, Oberwis, Leiacher, Tannenberg-Oberfuchsloch, Hinderstorchenegg. Und als exponierteste Eggsiedlung in nordwestlicher Gipfelnähe: die Heiletsegg. Auf der Thurgauer Seite Kaltenbrunnen, Allenwinden, Gentenegg und als einziger Weiler in Gipfelnähe das zürcherische Gfell. Dass das Gebiet einst stärker besiedelt war, belegen südlich des Gipfels an der Hinterhörnlistrasse die Ruine einer einstigen Sennhütte, in der Milch vom Hörnli verarbeitet und das einstige Schulhaus Hinterhörnli, wo von 1781 bis Ende 20. Jahrhundert eine Gesamtschule 1. bis 8. Klasse geführt wurde.

## Geschichte und Geschichten
Um das Hörnli ranken sich Geschichte und Geschichten aus schriftlicher und mündlicher Überlieferung. Dass an einem waldreichen Berg mit steil aufragenden Nagelfluhpfeilern und -wänden aus tief eingegrabenen Trichtern und Gräben, von denen einer Bärtobel heisst, und darum eine Bärengeschichte an ihm haftet, ist nicht verwunderlich. An seinem Fuss, nahe dem Weiler Steg, wurde 1532 der letzte Bär im Kanton Zürich erlegt, als er eben «damit beschäftigt (war), eines armen Mannes Kuh zu zerreissen.» Aus dem säkularisierten Kloster Rüti eilten die drei letzten Konventherren herbei: Wolfgang Huber von Frauenfeld, Rudolf Spon von Zürich und Sebastian Hegner von Winterthur, samt Knecht und dazu abgerichteten Hunden. Mit Spiess und Schwert, unter körperlichen Einbussen und mit Hilfe von Anwohnern sollen sie den Bären erlegt haben. Der Bildhauer Kurt Ingendahl (1918–1982) schuf mit dieser historischen Jagdszene eine Bronzeplastik als Kunst am Bau für das Schulhaus Schmittenbach, Fischenthal.

## Landesvermessung

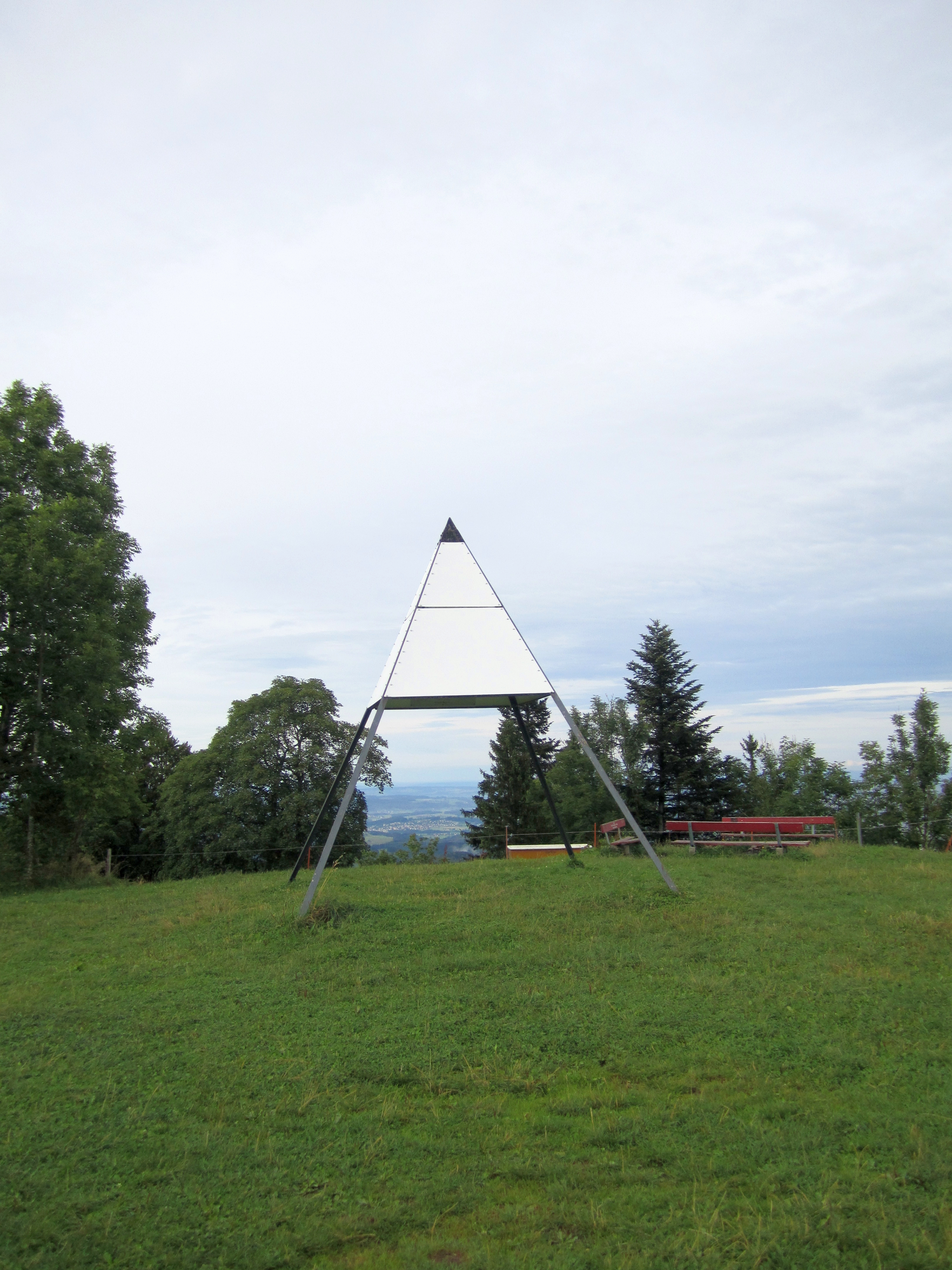
Pyramide über dem Vermessungspunkt (2013)

Auf der Hörnlikuppe befindet sich ein Vermessungspunkt der Landestriangulation 1. Ordnung. Dieser bestand bis 1950 aus einem Beobachtungspfeiler, der von einem Pyramidensignal überragt wurde. Vom ursprünglichen Vermessungspunkt existiert noch das unterirdische Zentrum; die Pyramide wurde 2000 erneuert und mit einer Erklärungstafel versehen. Von der Station Hörnli aus wurden die Stationen Hohentwiel, Hersberg (bei Immenstaad), Säntis, Scheye, Rigi und Lägern beobachtet.

## Fernmeldeturm
Swisscom betreibt auf dem Hörnli einen Fernmeldeturm. Auf der Anlage befindet sich auch das Amateurfunkrelais HB9AK der ARTG für Kurzwellenfunk (Betriebsarten Pactor 1–4, Robust Packet) und 2m-Datenfunk (Packet Radio AX.25). Die Betriebsfrequenzen sind im 2-Meter-Band 144.875 MHz und im 10-Meter-Band 28.311 MHz.

## Klima
Für die Normalperiode 1991–2020 beträgt die Jahresmitteltemperatur 7,1 °C, wobei im Januar und Februar mit −0,6 °C die kältesten und im Juli und August mit 15,5 °C die wärmsten Monatsmitteltemperaturen gemessen werden. Im Mittel sind hier rund 108 Frosttage und 41 Eistage zu erwarten. Sommertage gibt es im Jahresmittel 9 bis 10, während durchschnittlich alle 5 Jahre mit einem Hitzetag zu rechnen ist. Die Messstation von MeteoSchweiz liegt auf einer Höhe von 1133 m ü. M.
Trotz der relativ geringen Höhe von 1133 m ü. M. kann am Hörnli Westföhn auftreten, der vor allem im unteren Toggenburg mit Temperaturanstiegen bis zu 5 °C zu beobachten ist. Der Hörnliföhn tritt etwa fünfmal pro Jahr auf. Er ist schwierig zu prognostizieren, der Wind muss genau von Westen wehen.
Der Höchstwert bei der Durchschnittstemperatur des Monats Januar wurde 2020 mit 2,3 °C erreicht. Damit wurde der bisherige Rekord von 2018 (2,2 °C) gebrochen. Der Höchstwert bei der Durchschnittssonnenscheindauer des Monats Januar wurde ebenfalls 2020 mit 148,0 Std. erreicht. Damit wurde der bisherige Rekord von 1996 (137,8 Std.) gebrochen.
|                        | Jan  | Feb  | Mär  | Apr  | Mai  | Jun  | Jul  | Aug  | Sep  | Okt  | Nov | Dez  |   |      |
| Mittl. Temperatur (°C) | −0,6 | −0,6 | 2,4  | 6,1  | 10,1 | 13,6 | 15,5 | 15,5 | 11,4 | 7,8  | 3,2 | 0,3  | ⌀ | 7,1  |
| Mittl. Tagesmax. (°C)  | 1,9  | 2,0  | 5,7  | 10,0 | 14,3 | 17,8 | 19,7 | 19,4 | 14,8 | 10,9 | 5,9 | 2,9  | ⌀ | 10,5 |
| Mittl. Tagesmin. (°C)  | −3,1 | −3,1 | −0,4 | 2,7  | 6,6  | 10,1 | 12,0 | 12,2 | 8,6  | 5,2  | 0,7 | −2,2 | ⌀ | 4,1  |
|                        |      |      |      |      |      |      |      |      |      |      |     |      |   |      |
| Sonnenstunden (h/d)    | 2,7  | 3,3  | 4,2  | 5,3  | 5,5  | 6,3  | 6,8  | 6,5  | 5,1  | 3,8  | 2,6 | 2,3  | ⌀ | 4,5  |
|                        |      |      |      |      |      |      |      |      |      |      |     |      |   |      |
| Luftfeuchtigkeit (%)   | 77   | 76   | 75   | 72   | 75   | 75   | 74   | 76   | 81   | 81   | 80  | 78   | ⌀ | 76,7 |

| −3,1 |

| −3,1 |

| −0,4 |

| 2,7 |

| 6,6 |

| 10,1 |

| 12,0 |

| 12,2 |

| 8,6 |

| 5,2 |

| 0,7 |

| −2,2 |

| −3,1 |

| −3,1 |

| −0,4 |

| 2,7 |

| 6,6 |

| 10,1 |

| 12,0 |

| 12,2 |

| 8,6 |

| 5,2 |

| 0,7 |

| −2,2 |

## Tourismus
Im Mittelalter und der frühen Neuzeit passierte der Schwabenweg als Teil des Jakobswegs das Hörnli, seit 2008 ist der Weg als nationale Wanderroute 4 ViaJacobi (Ast Kreuzlingen), Etappe Fischingen–Rapperswil von Wanderland Schweiz signalisiert.
Das Hörnli ist von Steg im Tösstal ZH oder von der Hulftegg SG aus in etwa 1½ Stunden Gehzeit zu erreichen, von Allenwinden TG oder Sternenberg-Gfell ZH aus in einer Stunde.
Tageswanderung: Bauma – Heiletsegg – Hörnli – Hulftegg – Roten – Schnebelhorn – Sennhütte Hinterstrahlegg – Tössscheidi – Wolfsgrueb – Sagenraintobel – Wald ZH.
Westlich, etwas unterhalb der Hörnlikuppe, befindet sich das Berggasthaus Hörnli. Die Rundsicht auf Hörnli-Kulm wird durch die in den letzten Jahrzehnten an der Nordseite hochgewachsenen Bäume etwas verstellt. Bei guter Sicht bietet sich ein 360-Grad-Panorama über das umliegende Hügelland der Kantone Zürich, Thurgau, St. Gallen und Schwyz an, zum Greifensee im Westen und zum Bodensee im Nordosten; darüber in die Allgäuer Alpen, den Bregenzer Wald im Vorarlberg und die ganze Säntisgruppe vom Hohen Kasten bis zum Stockberg. Dann Speer und Mürtschenstock, Glärnisch und Tödi und die Innerschweizer Alpen mit Urirotstock und Titlis, bis zu den Berner Alpen vom Finsteraarhorn bis Eiger, Jungfrau und Mönch. Rigi und Pilatus, mit dem Brienzer Rothorn dazwischen, schliessen im Südwesten noch vor Stockhorn und Napfbergland den Reigen. Die Jura-Randkette zeichnet sich im Westen vom Chasseron über Chasseral und Geissfluh bis zur Lägern ab, worauf gegen Nordwesten vom Belchen bis zum Feldberg der Schwarzwald übernimmt, auf Schweizer Seite noch der Randen, hinter dem Stammerberg im Hegau die vulkanischen Hüte um Hohentwiel und Hohenkrähen. Im Norden dann über dem Thurgauer und St. Galler Hügelland und dem dünnen, glitzernden Streifen des Bodensees die lange Linie der Schwäbischen Alb.

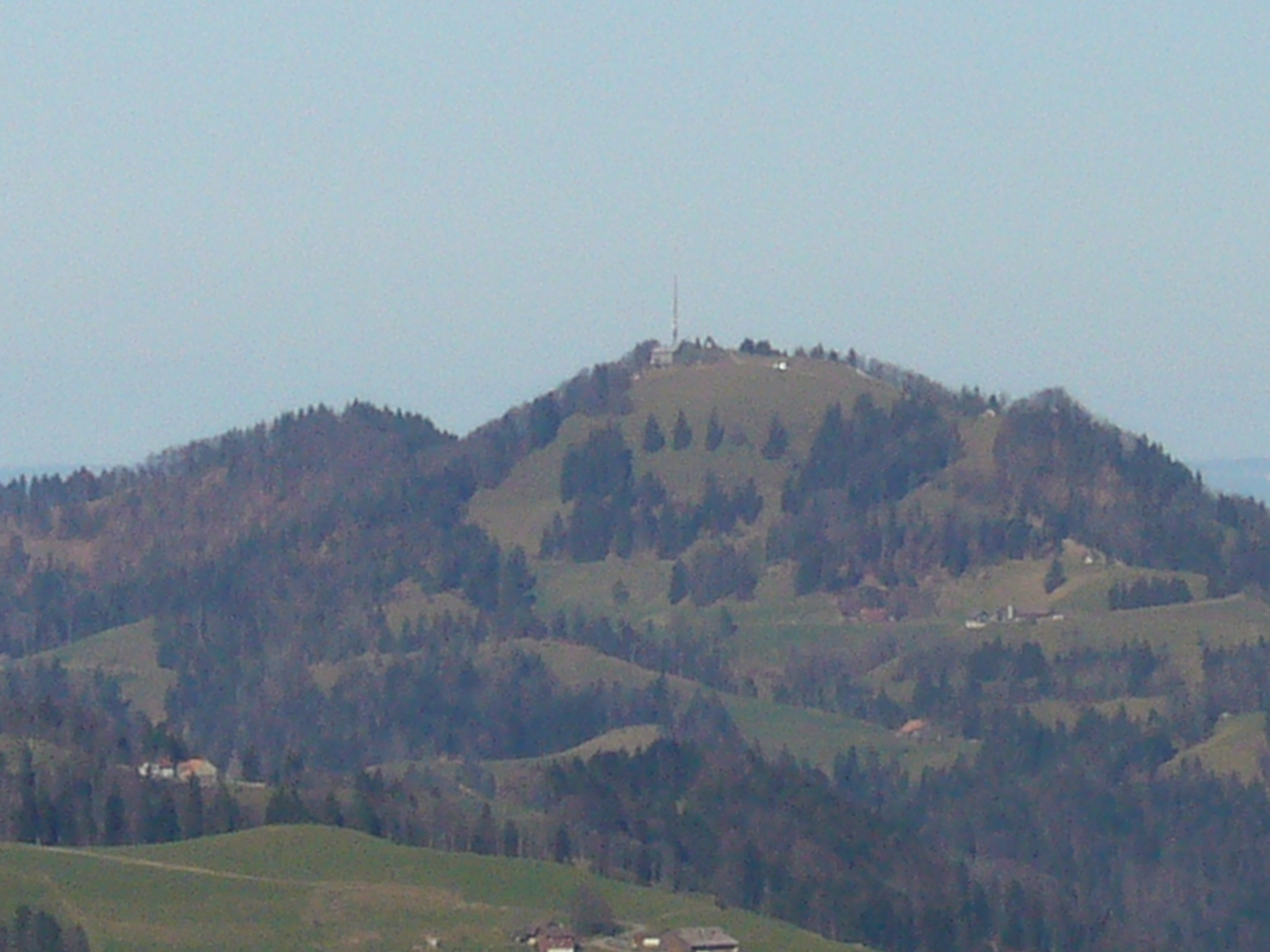
Ansicht vom nahen Bachtel aus
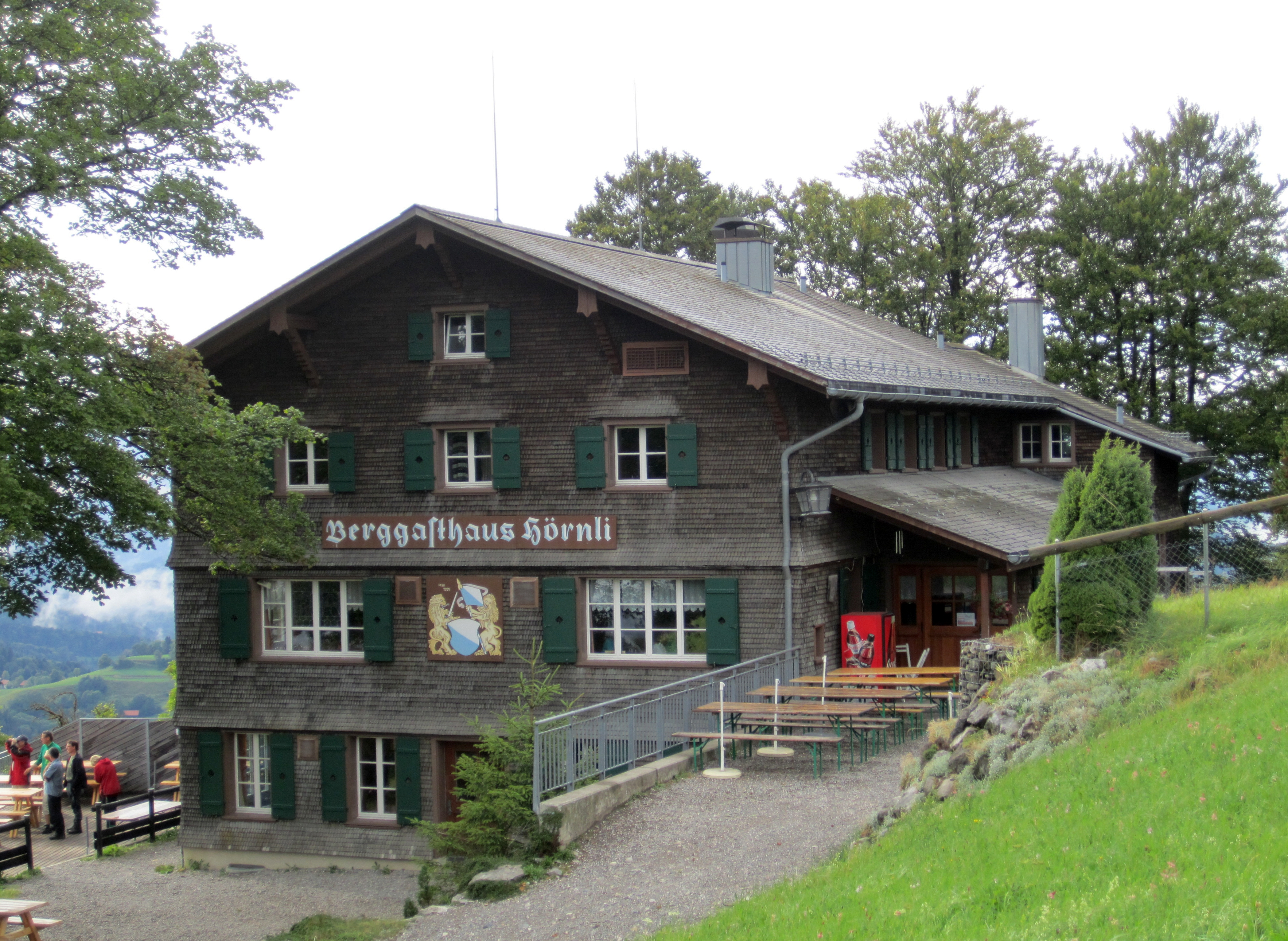
Berggasthaus Hörnli
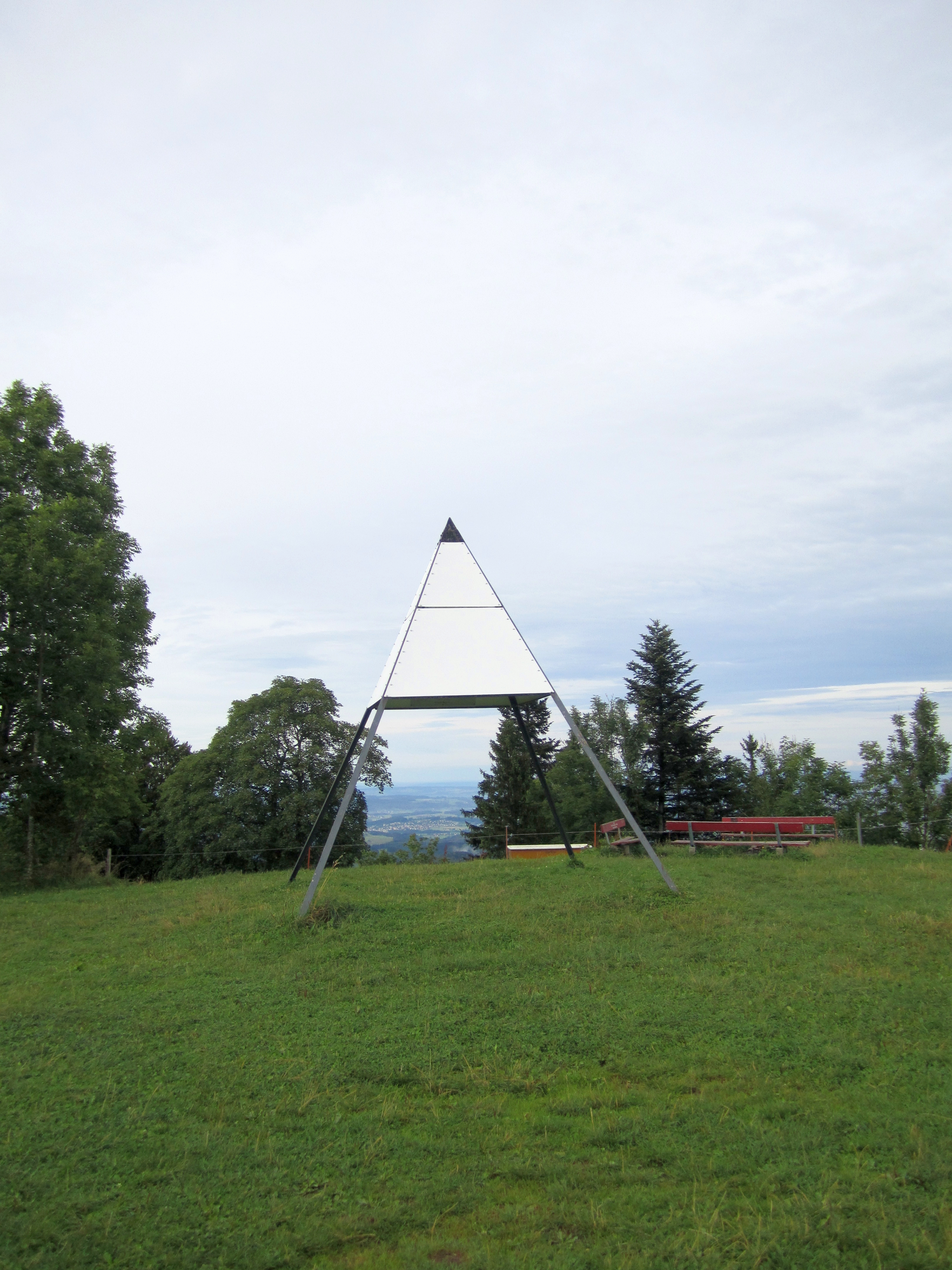
Vermessungssignalpyramide
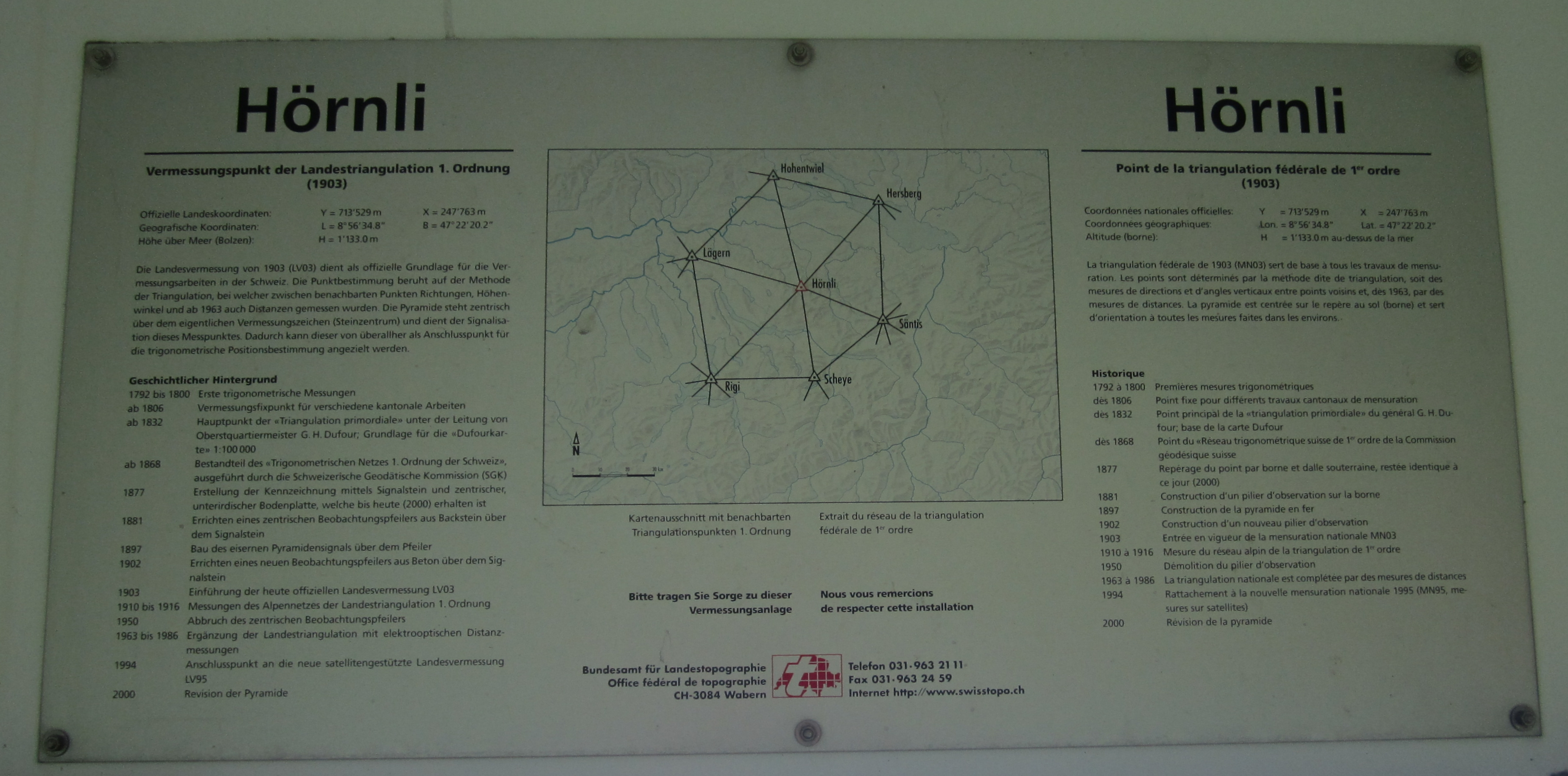
Erklärungstafel
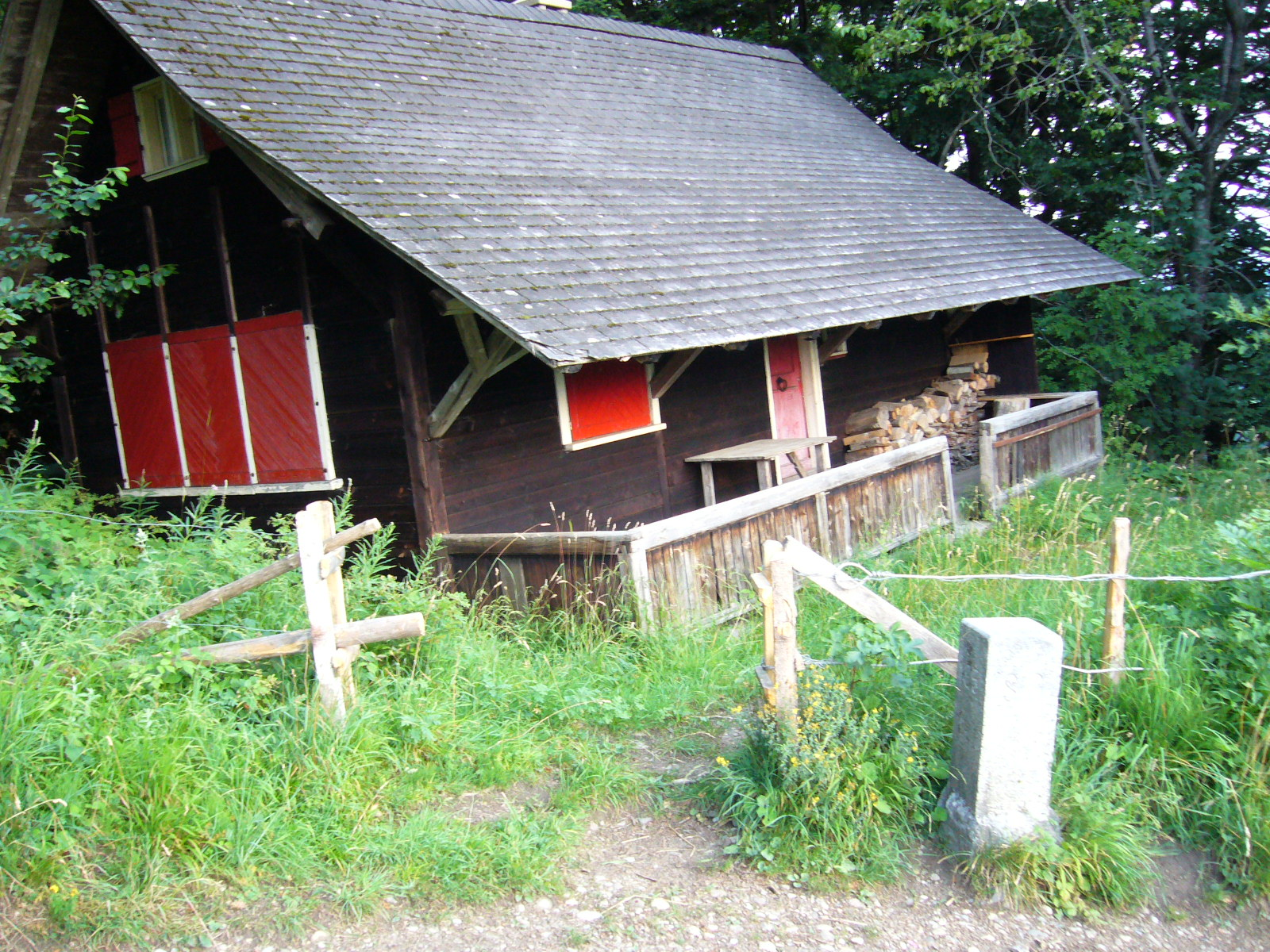
Dreiländerstein
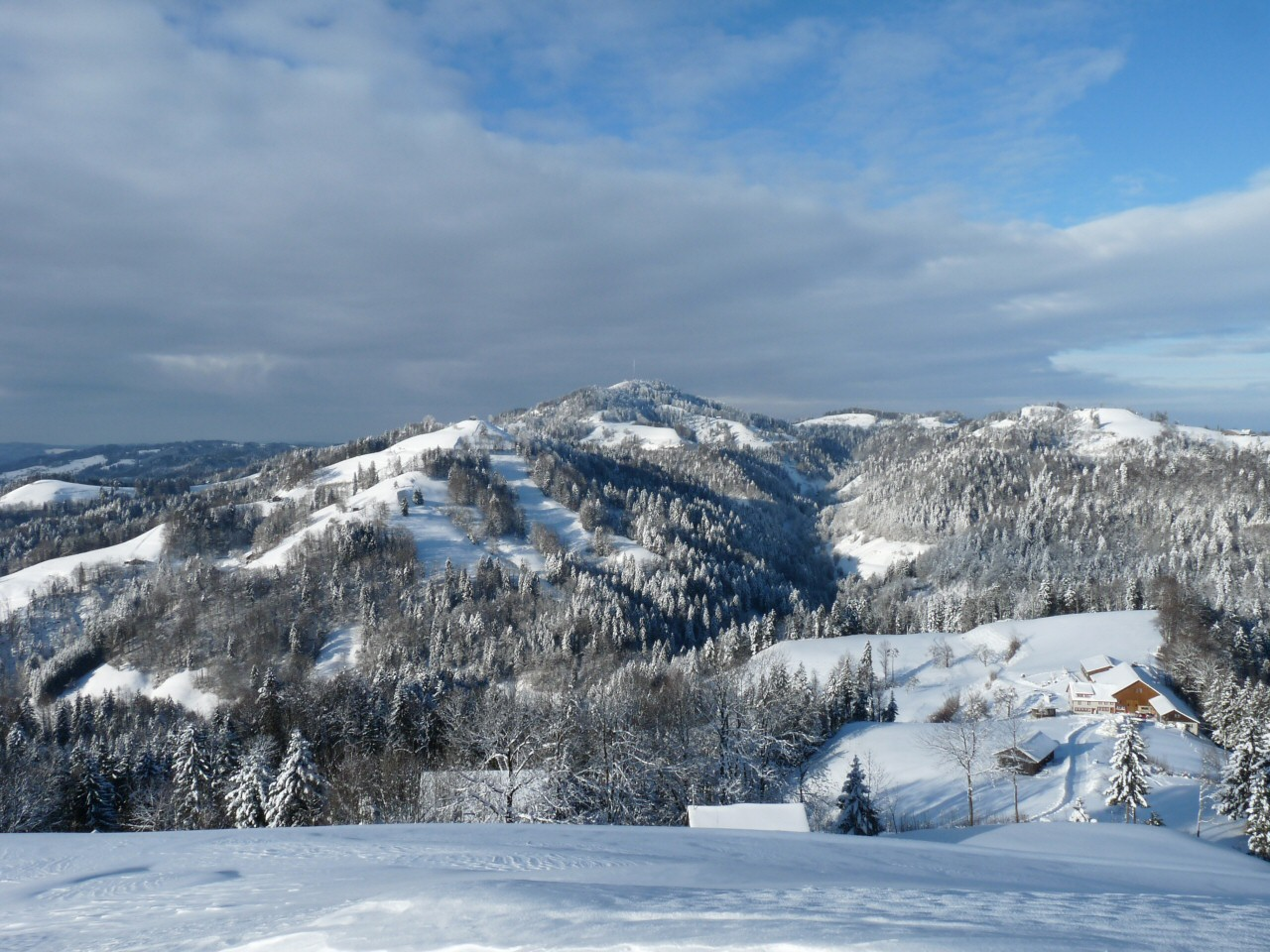
Blick von Rütiwis unterhalb Schnebelhorn